# Korsztyn
Korsztyn – osada w Polsce położona w województwie warmińsko-mazurskim, w powiecie ostródzkim, w gminie Grunwald. W latach 1975–1998 miejscowość administracyjnie należała do województwa olsztyńskiego.
W czasach krzyżackich wieś pojawia się w dokumentach w roku 1370, podlegała pod komturię w Dąbrównie, były to dobra krzyżackie. W czasie wojny polsko-krzyżackiej, w 1410 r. uległa zniszczeniu.